# عمرو عبد الفتاح
عمرو عبد الفتاح لاعب كرة قدم مصري في مركز الجناح الأيسر ، من ناشئي الأهلي ، سبق له ولعب لنادي الإسماعيلي المصري ، وطلائع الجيش و المصري و الجونة ويلعب الآن لنادي الكويت الكويتي

## مسيرته الكروية
كانت بداياته مع النادي الأهلي في قطاع الناشئين ، قبل أن يرحل وينتقل للدوري الكويتي مع نادي خيطان ، ثم انضم لنادي الإسماعيلي في الانتقالات الصيفية لموسم 2015–2016 لمدة 4 مواسم بعد توصية من عماد سليمان لاعب الإسماعيلي الأسبق.

في 18 يناير 2016 انضم إلى نادي طلائع الجيش على سبيل الإعارة لمدة 6 أشهر بدءًا من فترة الانتقالات الشتوية ، بعدها انتقل إلى نادي الجونة لعب موسمين و نصف. ثم انتقل إلى المصري البورسعيدي لمدة ٦ اشهر بعدها رحل إلى نادي الكويت الكويتي ونال معه ٣ بطولات

## إحصائيات مشاركاته
آخر تحديث في 23 يوليو 2018

### مع الأندية
| الفريق      | الموسم    | الدوري  | الدوري | الكأس   | الكأس | البطولات القارية | البطولات القارية | الإجمالي | الإجمالي |
| الفريق      | الموسم    | مشاركات | أهداف  | مشاركات | أهداف | مشاركات          | أهداف            | مشاركات  | أهداف    |
| ----------- | --------- | ------- | ------ | ------- | ----- | ---------------- | ---------------- | -------- | -------- |
| الإسماعيلي  | 2016–2017 | 6       | 0      | 1       | 0     | —                | —                | 7        | 0        |
| الإسماعيلي  | الإجمالي  | 6       | 0      | 1       | 0     | —                | —                | 7        | 0        |
| طلائع الجيش | 2016–2017 | 10      | 1      | 1       | 0     | —                | —                | 11       | 1        |
| طلائع الجيش | 2017–2018 | 23      | 1      | 1       | 0     | —                | —                | 24       | 1        |
| طلائع الجيش | الإجمالي  | 33      | 2      | 2       | 0     | —                | —                | 35       | 2        |